# Бернський імбирний торт
Бернський імбирний торт — традиційні різдвяні торти лебкучен, родом із Берна, Швейцарія. Виготовлені з мелених лісових горіхів, їх не слід плутати з Бернським пряником, іншою фірмовою бернською стравою.

## Склад і виробництво

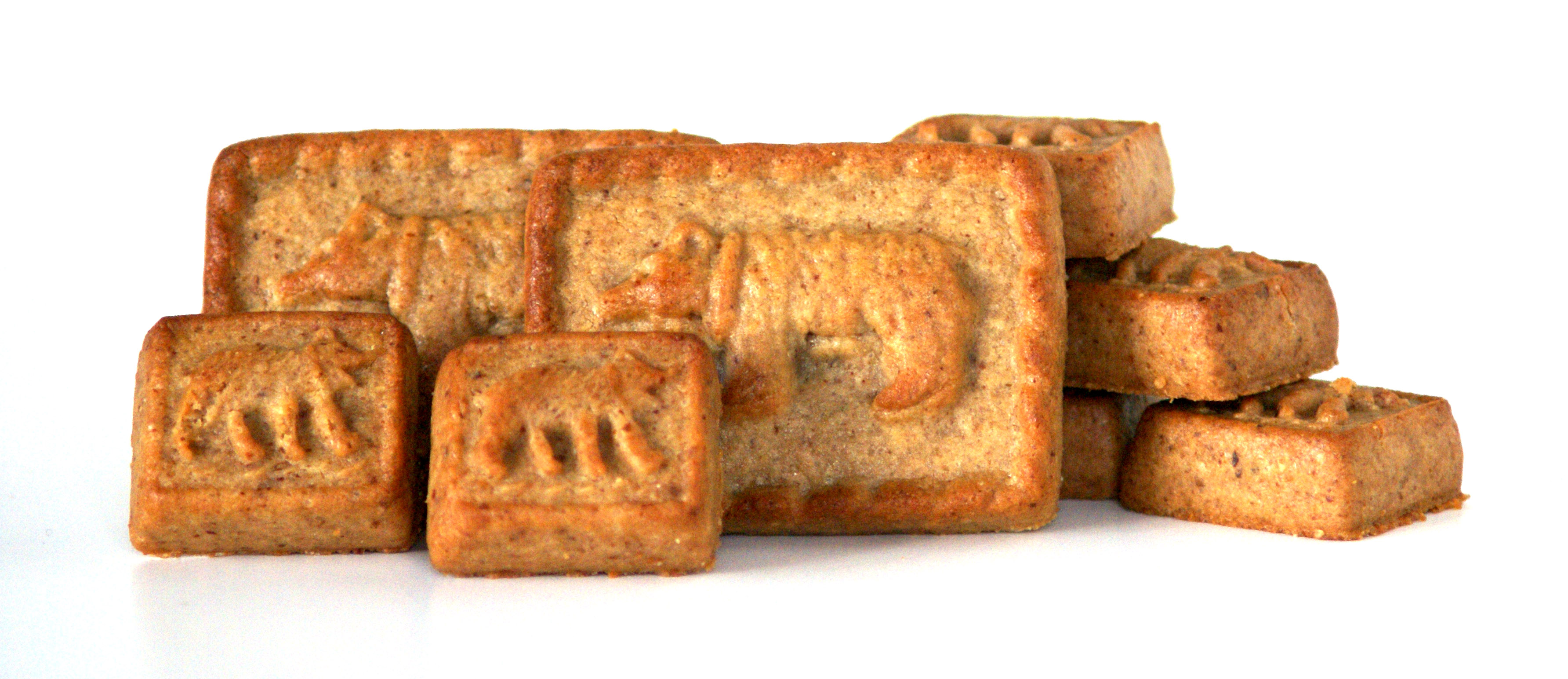
Менший варіант торта.

Бернський імбирний торт виготовляють із схожої на марципан маси смажених і мелених лісових горіхів і приблизно однієї восьмої частини меленого мигдалю, а також невеликої кількості цукру, меду, кориці, цукатів лимонної та апельсинової цедри, скріплених яєчним білком. Воду або борошно додавати не потрібно, оскільки олія у фундуку сприяє злипанню маси. Для подрібнення фундука потрібен великий досвід: якщо горіхи подрібнити занадто сильно, олія фундука стане рідкою та випарується під час випікання, що зробить торт твердим, як цвібек.
Горіхову масу розкачують у пласт тіста 12 міліметрів (0,47 дюйм) товстий. Потім пекар може вирізати прямокутні шматки розміром DIN A5 і запресувати їх у форму з традиційним зображенням ведмедя, геральдичної тварини Берна. Вона також може використовувати формочки для печива у формі ведмедя чи Санта-Клауса або нарізати тісто на невеликі прямокутні шматочки, які називаються Лекерлі. Потім торту дають висохнути протягом кількох годин, протягом яких цукор, що кристалізується, утворює слабку скоринку на поверхні тіста. Потім випікаються при 200 °C (392 °F) протягом 10-15 хвилин. Добре приготовлений торт має бути хрустким зовні, але залишатися м'яким і вологим усередині. Потім торт можна додатково прикрасити глазур'ю, фундуком або мигдалем.

## Історія та використання
Цукерки, схожі на імбирний торт, хоча все ще містять трохи борошна, вперше описані в Neues Berner Kochbuch 1835 року, кулінарній книзі Ліни Рітц. Протягом ХІХ та початку ХХ століття в бернських кулінарних книгах записані численні рецепти Haselnussleckerli або Bernerläckerli, вказуючи на те, що солодощі спочатку виготовлялися лише в маленькій формі Leckerli, а більші прямокутні форми почали використовувати лише у другій половині ХХ століття. Зараз поширена назва Haselnusslebkuchen вперше вжита в посібнику пекаря 1946 року.
Дорогі інгредієнти торта, такі як лісові горіхи та цукор, свідчать про те, що це завжди був подарунок і святкова солодкість; аж до кінця ХІХ століття цукор був здебільшого недоступним для бернського робітничого класу. Протягом грудня в усьому кантоні Берн пекарі готують Haselnusslebkuchen. У місті Берн, де туристи користуються стабільним попитом, їх можна купити цілий рік.

## Бібліографія

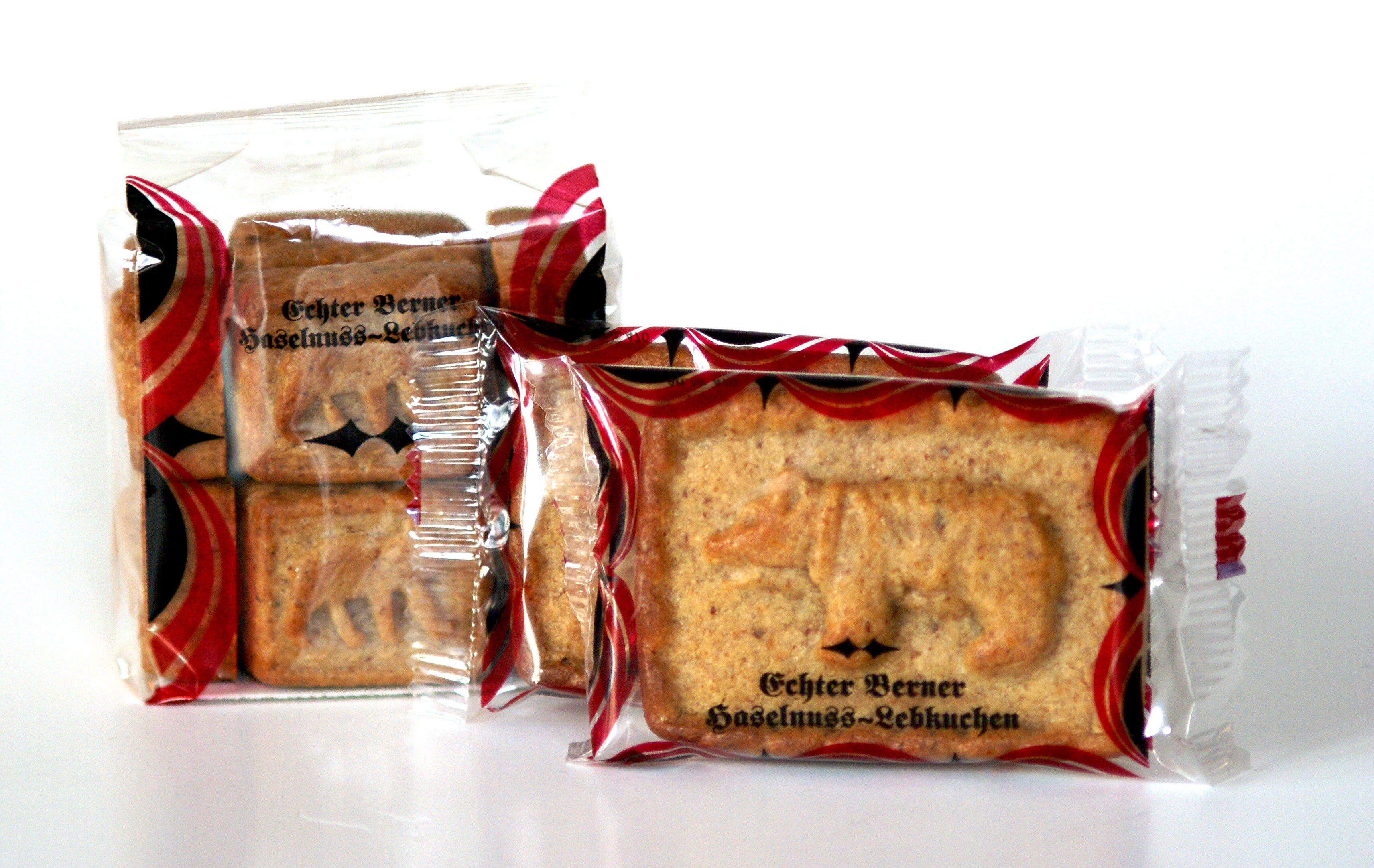
Торти, які продаються в бернських магазинах.